# Geodorum
Geodorum is een geslacht van orchideeën uit de onderfamilie Epidendroideae.
Het zijn terrestrische planten met ondergrondse pseudobulben en een dichtbloemige, overhangende bloemtros, die voorkomen in tropische streken van India, Zuidoost-Azië, Japan, China, Australië en Polynesië.

## Naamgeving en etymologie
- Synoniemen: Otandra Salisb. (1812), Cistella Blume (1825), Ortmannia Opiz (1834)

De botanische naam Geodorum is afkomstig van het Griekse gèa (aarde), verwijzend naar de terrestrische levenswijze van deze planten.

## Kenmerken
Geodorum-soorten zijn middelgrote terrestrische planten met gelede, bolvormige of cilindrische ondergronds groeiende pseudobulben op een korte rizoom, die gewoonlijk in groepen samengroeien. De bladeren ontspringen uit de onderste geleding van de pseudobulb, zijn gebundeld, waaiervormig geplaatst, naar boven toe groter wordend, elliptisch tot lancetvormig, en gesteeld. De overhangende bloemstengel ontstaat naast de bladeren uit de onderste geleding van de pseudobulb, en draagt een eindstandige, knotsvormige, dichtbloemige tros met tientallen bloemen.
De bloemen zijn klein, wasachtig, welriekend, zelden volledig geopend, en niet-geresupineerd, doch omdat de tros ondersteboven hangt is de lip toch onderaan geplaatst. De kelk- en kroonbladen zijn gelijkvormig, de kelkbladen aan hun basis gefuseerd, de kroonbladen vrijstaand. De bloemlip is ongedeeld of vaag drielobbig, aan de basis zakvormig en gefuseerd met het gynostemium, met een geribde of van uitstulpingen voorziene callus. Het gynostemium is kort, met een korte voet, een eindstandige helmknop en twee wasachtige pollinia die door een dik stipum verbonden zijn met een groot viscidium.

## Soorten
Het geslacht omvat dertien soorten. De typesoort is Geodorum citrinum.
- Geodorum appendiculatum Griff. (1845)
- Geodorum candidum (Roxb.) Lindl. (1855)
- Geodorum citrinum Jacks. (1811)
- Geodorum densiflorum (Lam.) Schltr. (1919)
- Geodorum duperreanum Pierre (1882)
- Geodorum esquimlei Schltr. (1921)
- Geodorum eulophioides Schltr. (1921)
- Geodorum javanicum Lindl. (1855)
- Geodorum laxiflorum Griff. (1845)
- Geodorum pallidum D.Don (1825)
- Geodorum pulchellum Ridl. (1908)
- Geodorum recurvum (Roxb.) Alston in H.Trimen (1931)
- Geodorum siamense Rolfe ex Downie (1925)